# 山本美香
山本 美香（やまもと みか、1967年〈昭和42年〉5月26日 - 2012年〈平成24年〉8月20日）は、日本のジャーナリスト。ジャパンプレス所属のジャーナリストとしてイラク戦争など世界の紛争地を中心に取材し、ボーン・上田記念国際記者賞特別賞、日本記者クラブ賞特別賞などを受賞した。2012年のシリアでの取材中、銃撃により殺害された。

## 経歴
父親も朝日新聞の元記者。山梨県都留市出身。3人姉妹の次女。都留市立都留第二中学校、山梨県立桂高等学校を経て、1990年（平成2年）に都留文科大学文学部英文学科を卒業後、朝日ニュースターに入社し、記者、ディレクター、ビデオジャーナリストとして活動する。
1991年の湾岸戦争時、戦争開始を伝えるテレビの特別番組でアシスタントディレクターを務めている。
1995年（平成7年）、朝日ニュースターを退職、フリーランスを経て、アジアプレス・インターナショナルに所属。1996年（平成8年）からは独立系通信社であるジャパンプレスの記者。ジャパンプレスの上司である佐藤和孝と15年間、コンビを組んで取材した。ターリバーン支配下のアフガニスタン取材など、新聞、テレビ、雑誌で発表。
2003年、イラク戦争の際のバグダードからレポートを送り続けた。外国メディア関係者300人以上が滞在していたバグダードのパレスチナホテルで、米軍戦車の砲撃によりロイター通信の記者らが死亡する事件に遭遇。山本を含む他の多くの記者らも、わずかな差で危険なところだったという。山本は当時のイラクの支配者サッダーム・フセインを民衆に憎まれる独裁者と考えていたが、この砲撃事件については、ホテルから攻撃を受けたので応戦したという米軍発表に対し、ホテル側からの攻撃音は一切なかったこと、各国報道陣のビデオカメラでも同様であることを主張した。その少し前にはアメリカの友好国であるが中立的な姿勢で知られるカタールのアルジャジーラテレビやアブダビテレビの支局も砲撃を受け、アルジャジーラではやはり死者が出ていることから、米軍が不都合な記者に対する見せしめとして行ったものと山本は考えている。
2003年（平成15年度）のボーン・上田記念国際記者賞特別賞を受賞している。2013年には、危険な状況下の取材により報道の自由に大きく貢献をした記者に贈られる、国際新聞編集者協会の世界報道自由ヒーロー賞を受賞している。
最後の地を共に取材していた佐藤とは、15年近く前からの事実婚関係にあり、「公私にわたるパートナーだった」と佐藤は時事通信の取材で語っている。
また山本は、アフガニスタンやイラクなどの戦場で、常に子どもや女性を追い続けていた。その姿勢は『戦場を取材する』等の著作にもうかがわれ、父の山本孝治は彼女を「戦争ジャーナリストじゃなくて、ヒューマンなジャーナリストだった」と述べている。

### ジャーナリスト以外の活動
2003年（平成15年）10月から2004年（平成16年）3月にかけて日本テレビ『NNNきょうの出来事』のフィールドキャスターを務めた。
2008年（平成20年）には早稲田大学大学院政治学研究科の非常勤講師に就任すると共に、母校である都留文科大学でも臨時講師として教壇に立ち、後輩たちに自らが世界各地を取材して見聞してきたことを基に講義を行った。
出身地の都留市での活動が評価され、2011年（平成23年）には日本政府の外交分野の「仕分け人」に選ばれ、在外公館や査証に対し、意見を述べた。

## 最後の取材
シリア内戦取材のために、山本は2012年（平成24年）8月14日に現地入りした。佐藤らとともに反政府派の自由シリア軍と行動する形で取材。同月20日シリア北部のアレッポにて、救助活動を取材するためサラディン地区へ向かう途中、スレイマン・ハラビ地区を徒歩で移動中に政府側民兵組織と遭遇、銃撃を受けて、搬送先の病院で死亡が確認された。パートナーの佐藤が病院で遺体を確認したところ、右腕および首に銃創痕、防弾チョッキで保護された腹部にも銃撃の跡があり、大量の出血があった。反アサド政権組織「自由シリア軍」のスポークスマンは山本の死亡を発表。日本の外務省もこの事実を確認した。山本の家族へは21日の9時頃に、佐藤からの電話連絡で伝えられた。
山本の遺体は、22日トルコ・アダナの政府施設に運ばれ検視が行われた。その後遺体はイスタンブールを経由して、8月25日に遺族や佐藤と共に同便のトルコ航空（現ターキッシュ エアラインズ）機（ボーイング777）で日本の成田国際空港に搬送された。同日、警視庁は刑法の「国外犯規定」を適用してこの事件を殺人容疑で捜査を開始。荻窪警察署で検視が行われ、遺体は一旦自宅に運ばれた。警視庁組織犯罪対策2課は、現地で行動を共にしていた佐藤らから事情を聴くとともに、銃撃戦の際に山本が撮影していたビデオカメラの映像を解析し、容疑者の特定を進める。翌26日、東京大学病院での司法解剖を経て、首への銃撃による頸髄損傷が致命傷となったことがわかった。また、銃創が9カ所あることが明らかになった。

### 死を巡る各国・メディアの反応
- アメリカ合衆国国務省報道官のビクトリア・ヌーランドは、8月21日の記者会見で山本とその家族に哀悼の意を示した[33]。
- フランス外務省は8月21日の記者会見で山本の遺族と関係者に弔意を示した[34]。
- 日本の内閣官房長官・藤村修は8月21日の記者会見で「極めて遺憾」「かかる行為を強く非難する」と語り遺族に哀悼の意を示した[35]。
- イギリスの放送局BBCでは、自国以外の記者で例外的に2分以上、放送内で取り上げた[36]。
- 羽鳥慎一はテレビ朝日系の番組『モーニングショー』で、「女性ならではの目線で家族や子どもを撮っている」と評した[21]。

## 山本美香記念国際ジャーナリスト賞
山本の死後、次世代のジャーナリスト育成を目指し一般財団法人山本美香記念財団が設立され、山本のジャーナリスト精神を引き継ぎ、果敢かつ誠実な国際報道につとめた個人に対して「山本美香記念国際ジャーナリスト賞」が創設された。

### 受賞者
| 回     | 受賞年 | 受賞者                          | 受賞内容 |
| ------ | ------ | ------------------------------- | --- |
| 第1回  | 2014年 | 伊藤めぐみ                      | イラクでの日本人人質事件を扱ったドキュメンタリー映像                                                                                        |
| 第2回  | 2015年 | リカルド・ガルシア・ビラノバ    | 中東各地の紛争地を取り上げた一連の作品 |
| 第3回  | 2016年 | 桜木武史                        | 書籍『シリア：戦場からの声〈内戦2012 - 2015〉』アルファベータブックス                                                                       |
| 第4回  | 2017年 | 林典子 特別賞：安田純平         | 写真集『ヤズディの祈り』赤々舎 イラク戦争・シリア内戦の取材・拘束の労苦                                                                     |
| 第5回  | 2018年 | 笠井千晶                        | 映画『Life 生きてゆく』 |
| 第6回  | 2019年 | 本賞該当作なし 奨励賞：大川史織 | 映画『タリナイ』および 書籍『マーシャル、父の戦場：ある日本兵の日記をめぐる歴史実践』みずき書林                                             |
| 第7回  | 2020年 | 坪井兵輔 奨励賞：大矢英代       | 書籍『歌は分断を越えて：在日コリアン二世のソプラノ歌手・金桂仙』新泉社 書籍『沖縄「戦争マラリア」：強制疎開死3600人の真相に迫る』あけび書房 |
| 第8回  | 2021年 | 小川真利枝 小松由佳             | 書籍『パンと牢獄：チベット政治犯ドゥンドゥップと妻の亡命ノート』集英社クリエイティブ 書籍『人間の土地へ』集英社インターナショナル           |
| 第9回  | 2022年 | 横田増生                        | 書籍『「トランプ信者」潜入一年：私の目の前で民主主義が死んだ』小学館                                                                        |
| 第10回 | 2023年 | 三浦英之 宮下洋一               | 書籍『太陽の子：日本がアフリカに置き去りにした秘密』集英社 書籍『死刑のある国で生きる』新潮社                                               |
| 第11回 | 2024年 | 酒井聡平                        | 書籍『硫黄島上陸：友軍ハ地下ニ在リ』講談社                                                                                                  |
| 第12回 | 2025年 | 村山祐介                        | 書籍『移民・難民たちの新世界地図：ウクライナ発「地殻変動」一〇〇〇日の記録』新潮社                                                          |

### 選考委員
- 吉田敏浩[37] - 第1回(2014年)から[39]
- 岡村隆[37] - 第8回(2021年)から[46]
- 河合香織[37] - 第8回(2021年)から[46]
- 髙山文彦[37] - 第8回(2021年)から[46]

### かつての選考委員
- 藤田博司 - 第1回(2014年)[39]
- 船戸与一 - 第1回(2014年)[39]
- 最相葉月 - 第1回(2014年)から[39]第7回(2020年)まで[45]
- 野中章弘 - 第1回(2014年)から[39]第7回(2020年)まで[45]
- 川上泰徳 - 第2回(2015年)から[51]第7回(2020年)まで[45]
- 関野吉晴 - 第3回(2016年)から[40]第7回(2020年)まで[45]
- 笠井千晶 - 第8回(2021年)から[46]第10回(2023年)まで[52]

## 著書

### 単著
- 『中継されなかったバグダッド：唯一の日本人女性記者現地ルポ イラク戦争の真実』小学館、2003年。 ISBN 978-4-09-387458-8
- 『ぼくの村は戦場だった。』マガジンハウス、2006年。 ISBN 978-4-8387-1685-2
- 『戦争を取材する：子どもたちは何を体験したのか』講談社、2011年。 ISBN 978-4-06-217049-9
- 『ザ・ミッション：山本美香最終講義—戦場からの問い』早稲田大学出版部、2013年。 ISBN 978-4-657-13001-3
- 『山本美香が伝えたかったこと』（ジャパンプレス・山梨日日新聞社編）山梨日日新聞社、2014年。ISBN 978-4-89710-012-8
- 『これから戦場に向かいます』ポプラ社、2016年。ISBN 978-4-591-15096-2

### その他
- （日本テレビ編）『山本美香という生き方』日本テレビ放送網、2012年。 / 新潮文庫、2014年。ISBN 978-4-10-126086-0

## 脚註
1. 1 2 3 4 5  “戦場ジャーナリスト・山本美香さん、シリアで銃撃死…右腕、首に被弾し出血多量”. 2012年8月22日時点のオリジナルよりアーカイブ。2012年8月22日閲覧。 - スポーツ報知（2012年8月22日）
2. ↑  “シリアで邦人ジャーナリストが死亡”. 2012年8月23日時点のオリジナルよりアーカイブ。2012年8月21日閲覧。 - NHK（2012年8月21日）
3. 1 2  美香さんの父“優しさある子” - NHK NEWS WEB 2012年8月21日 [リンク切れ]
4. 1 2 3  【シリアで山本美香さん死亡】「戦争ジャーナリストではなくヒューマンジャーナリスト」 紛争地の女性、子供ら伝える - 47news（2012年8月22日）[リンク切れ]
5. ↑  “カメラマン・山本美香さんの活動を寸劇に　都留の中学生が学園祭で”.  産経新聞 (2015年9月10日). 2022年9月9日閲覧。
6. ↑  講演会のご案内 (PDF)  - 山梨県立桂高等学校
7. 1 2  世界の紛争地からリポート15年 死亡の山本さん - 中国新聞（2012年8月21日）
8. 1 2  本学卒業生、ジャーナリスト山本美香さんを悼む Archived 2012年9月20日, at the Wayback Machine. - 都留文科大学（2012年8月21日）
9. ↑  「声なき声拾う」姿勢貫く シリアで亡くなった山本さん - 朝日新聞（2012年8月21日）
10. 1 2 3 4  『中継されなかったバグダッド』小学館、2003年8月1日、9,130-133,138頁。
11. ↑  シリアで取材中に亡くなった山本美香さんが学生たちに遺した「最期の講義」前編「それでも私が戦争取材を続ける理由」 - 早稲田J-School@現代ビジネス 2012年8月25日閲覧
12. ↑  シリアで取材の山本美香さん、銃撃受け死亡 - 読売新聞（2012年8月21日）
13. 1 2  “シリア取材中の山本美香さん殺害される!キャスターでも活躍”. 2012年8月25日時点のオリジナルよりアーカイブ。2012年8月21日閲覧。 - zakzak（2012年8月21日）
14. ↑  2012年8月21日付 読売新聞東京版第49042号 夕刊1ページ、13ページ
15. ↑  ボーン・上田記念国際記者賞 - 日本新聞協会
16. ↑  ボーン・上田賞受賞![リンク切れ] - NNN きょうの出来事 @ 日テレ
17. ↑  「山本美香さんに報道ヒーロー賞」『産経新聞』 2013年5月4日付け、15版、9面。
18. ↑  共同「山本美香さんに「ヒーロー賞」授与」『産経新聞』 2013年5月22日付け、15版、24面。
19. ↑  銃撃は「一瞬の出来事」＝同僚、最高のパートナー失ったと絶句-シリア邦人記者死亡 [リンク切れ] - 時事通信 2012年8月22日閲覧
20. ↑  “山本美香さん“事実婚夫”胸の内明かす!「最高のパートナー」”. 2012年8月24日時点のオリジナルよりアーカイブ。2012年8月26日閲覧。 - zakzak（2012年8月22日）
21. 1 2 3  “山本美香さん最後の映像―通りを写していた次の瞬間、銃撃音と同時に画面停止”. J-CAST テレビウォッチ.   J-CAST. 2023年5月11日閲覧。
22. ↑  “TVキャスターも…シリアで死亡の山本美香記者”. 2012年8月22日時点のオリジナルよりアーカイブ。2012年8月21日閲覧。 - 読売新聞（2012年8月21日）
23. ↑  “走り続けた記者魂”. 2012年8月25日時点のオリジナルよりアーカイブ。2012年8月22日閲覧。 - 朝日新聞山梨県版 2012年8月22日閲覧
24. ↑  紛争地熟知していた山本さん　政策仕分けに貴重な指摘 - スポーツニッポン（2012年8月21日）
25. ↑  ジャーナリストの山本美香さん死亡＝シリア北部で取材中－政府軍が銃撃か [リンク切れ] - 時事通信（2012年8月21日）
26. ↑  “シリア:ジャーナリスト山本美香さん死亡 戦闘巻き込まれ”. 2012年8月22日時点のオリジナルよりアーカイブ。2012年8月21日閲覧。 - 毎日新聞（2012年8月21日）
27. ↑  シリアで邦人ジャーナリスト死亡 (PDF)  - 山梨日日新聞（2012年8月21日）
28. ↑  山本さんの検視終わる＝近く遺体を日本へ－トルコ[リンク切れ] - 時事通信（2012年8月23日）
29. ↑  司法解剖へ　日本経済新聞　2012年8月24日
30. ↑  “山本さん死亡:遺体が遺族と共に帰国 成田空港に”. 2012年8月26日時点のオリジナルよりアーカイブ。2012年8月25日閲覧。 - 毎日新聞（2012年8月25日）
31. ↑  山本美香さん　銃創9カ所、複数方向から… - スポーツニッポン（2012年8月26日）
32. ↑  山本さん、計9発被弾＝背後から首に致命傷－司法解剖で判明・警視庁 [リンク切れ] - 時事通信（2012年8月26日）
33. ↑  山本さんに哀悼の意=米国務省 [リンク切れ] - 時事通信 2012年8月22日閲覧
34. ↑  邦人記者死亡でシリア非難=仏外務省 [リンク切れ] - 時事通信（2012年8月21日）
35. ↑  “官房長官「強く非難」…シリアで山本さん銃撃死”. 2012年8月23日時点のオリジナルよりアーカイブ。2012年8月24日閲覧。 - 読売新聞（2012年8月21日）
36. ↑  英BBC、山本さん死亡異例の扱いで報じる - 日本経済新聞（2012年8月22日）
37. 1 2 3 4 5 6  「第11回「山本美香記念国際ジャーナリスト賞」が酒井聡平氏に決定　硫黄島の戦史などを多面的な取材や調査で詳述」『共同通信』2024年5月23日。2024年5月25日閲覧。
38. ↑  「山本美香記念賞、初の受賞者決定」『日本経済新聞』2014年5月2日。2024年5月25日閲覧。
39. 1 2 3 4 5 6  “第1回「山本美香記念国際ジャーナリスト賞」が決定 イラクでの日本人人質事件を扱ったドキュメンタリー映像作品が受賞”.   アットプレス (2014年5月2日). 2024年5月25日閲覧。
40. 1 2  “第3回「山本美香記念国際ジャーナリスト賞」が決定　 ジャーナリスト・桜木武史氏による、 シリア内戦を取材した著書、 「シリア 戦場からの声」が受賞 ～授賞式、および受賞者と選考委員による シンポジウムを、2016年5月26日(木)、18時より 日本記者クラブにて開催～”.   アットプレス (2016年5月12日). 2024年5月25日閲覧。
41. ↑  “第四回「山本美香記念国際ジャーナリスト賞」決定！ 授賞式・シンポジウムを5月26日(金)に開催”.   アットプレス (2017年5月12日). 2024年5月25日閲覧。
42. ↑  “第5回「山本美香記念国際ジャーナリスト賞」決定！ 授賞式・シンポジウムを5月26日(土)に開催”.   アットプレス (2018年5月11日). 2024年5月25日閲覧。
43. ↑  "最新情報."映画公式サイト. 2024年8月14日閲覧。
44. ↑  “第6回「山本美香記念国際ジャーナリスト賞」が決定！ 授賞式・シンポジウムを5月24日(金)に開催”.   アットプレス (2019年5月14日). 2024年5月25日閲覧。
45. 1 2 3 4 5  “第7回「山本美香記念国際ジャーナリスト賞」が決定！”.   アットプレス (2020年5月20日). 2024年5月25日閲覧。
46. 1 2 3 4 5  “第8回「山本美香記念国際ジャーナリスト賞」が決定！　 ～授賞式は5月26日18時より開催～”.   アットプレス (2021年5月14日). 2024年5月25日閲覧。
47. ↑  “第9回「山本美香記念国際ジャーナリスト賞」が決定！ ～授賞式は5月26日18時より開催～”.   アットプレス (2022年5月17日). 2024年5月25日閲覧。
48. ↑  「山本美香賞に朝日新聞記者ら２氏」『朝日新聞デジタル』2023年5月16日。2024年5月25日閲覧。
49. ↑  「“山本美香賞”北海道新聞記者・酒井聡平さんが受賞　硫黄島の遺骨収集に関する著作発表」『日テレNEWS NNN』2024年5月25日。2024年5月25日閲覧。
50. ↑  "山本美香記念国際ジャーナリスト賞を受賞！圧倒的な取材力で「新世界」のリアルを可視化する第一級の現場報告『移民・難民たちの新世界地図：ウクライナ発「地殻変動」一〇〇〇日の記録』."PR TIMES（2025年5月15日）. 2025年5月23日閲覧。
51. ↑  “第二回「山本美香記念国際ジャーナリスト賞」対象作品公募　 ― 世界の真実を伝えるジャーナリストの活動と作品を表彰 ―”.   アットプレス (2015年1月21日). 2024年5月25日閲覧。
52. ↑  “第10回「山本美香記念国際ジャーナリスト賞」が決定！ ～授賞式は5月26日(金)18時より開催～”.   アットプレス (2023年5月15日). 2024年5月25日閲覧。